# Site antique de Drevant
Le site antique de Drevant sur le territoire de la commune Drevant dans le département du Cher, en France, regroupe plusieurs constructions datées du Ier au IIIe siècle, et notamment un théâtre bien conservé, un sanctuaire, deux établissements thermaux ainsi que des quartiers d'habitations ayant appartenu à une agglomération secondaire gallo-romaine liée à la navigation sur le Cher et à une voie terrestre secondaire longeant la rivière.
Les vestiges de ce site ont été classés comme monuments historiques dès 1840.

## Localisation
Le site antique est implanté sur le territoire communal de Drevant, et une partie de l'agglomération moderne recouvre ses vestiges. Il couvre une superficie d'au moins 20 à 25 ha sur la pente de la rive droite du Cher, à une altitude allant de 160 à 170 m. Dans l'Antiquité, il était desservi par une voie terrestre longeant la rive droite du Cher mais devait bénéficier également du trafic fluvial sur la rivière.

## Description

### L'amphithéâtre-théâtre gallo-romain

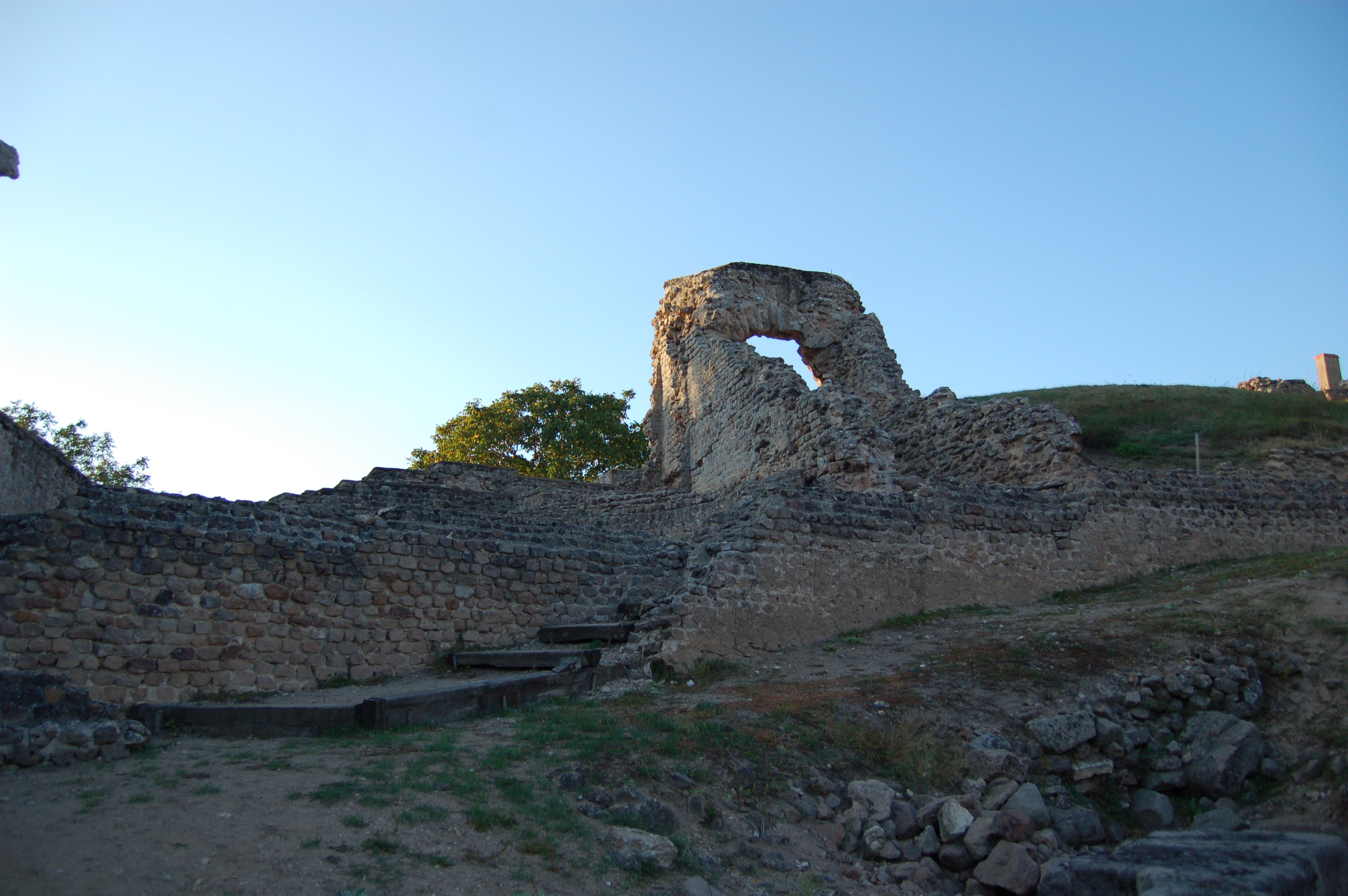
Vue partielle de la cavea et d'un couloir rayonnant permettant d'y accéder.

Le terme d'« amphithéâtre gallo-romain » ou de « théâtre rural » est utilisé pour désigner des édifices de spectacle souvent implantés en dehors des grandes cités et combinant à la fois des caractéristiques d'un amphithéâtre (arène elliptique ou circulaire) et d'un théâtre (cavea incomplète et bâtiment de scène réduit). Le monument de Drevant rentre dans cette catégorie.
Ouverte vers le sud-ouest, sa cavea d'un diamètre de 85 m est adossée à la pente qui descend vers le Cher. En forme d'arc coutrepassé, elle est soutenue à ses extrémités par des contreforts et elle est desservie par des couloirs rayonnants et annulaires. L'arène circulaire 27 m de diamètre est bordée, côté cavea par un mur podium de 2,60 m de haut pourvu d'accès à trois pièces de service sous les gradins. Un bâtiment de scène limite l'arène à l'opposé des gradins.
Ses dimensions sont comparables à celles du théâtre de Sanxay qui pouvait probablement accueillir plus de 6 000 personnes. Il a été, au moins dans un premier temps, utilisé pour des spectacles de cirque. Cette hypothèse est renforcée par la hauteur du mur-podium entourant l'arène, permettant de protéger les spectateurs.
Au début du XVIIe siècle, une gravure représente le théâtre en ruine, un édifice lui aussi délabré occupant le centre de l'arène.

### Le sanctuaire

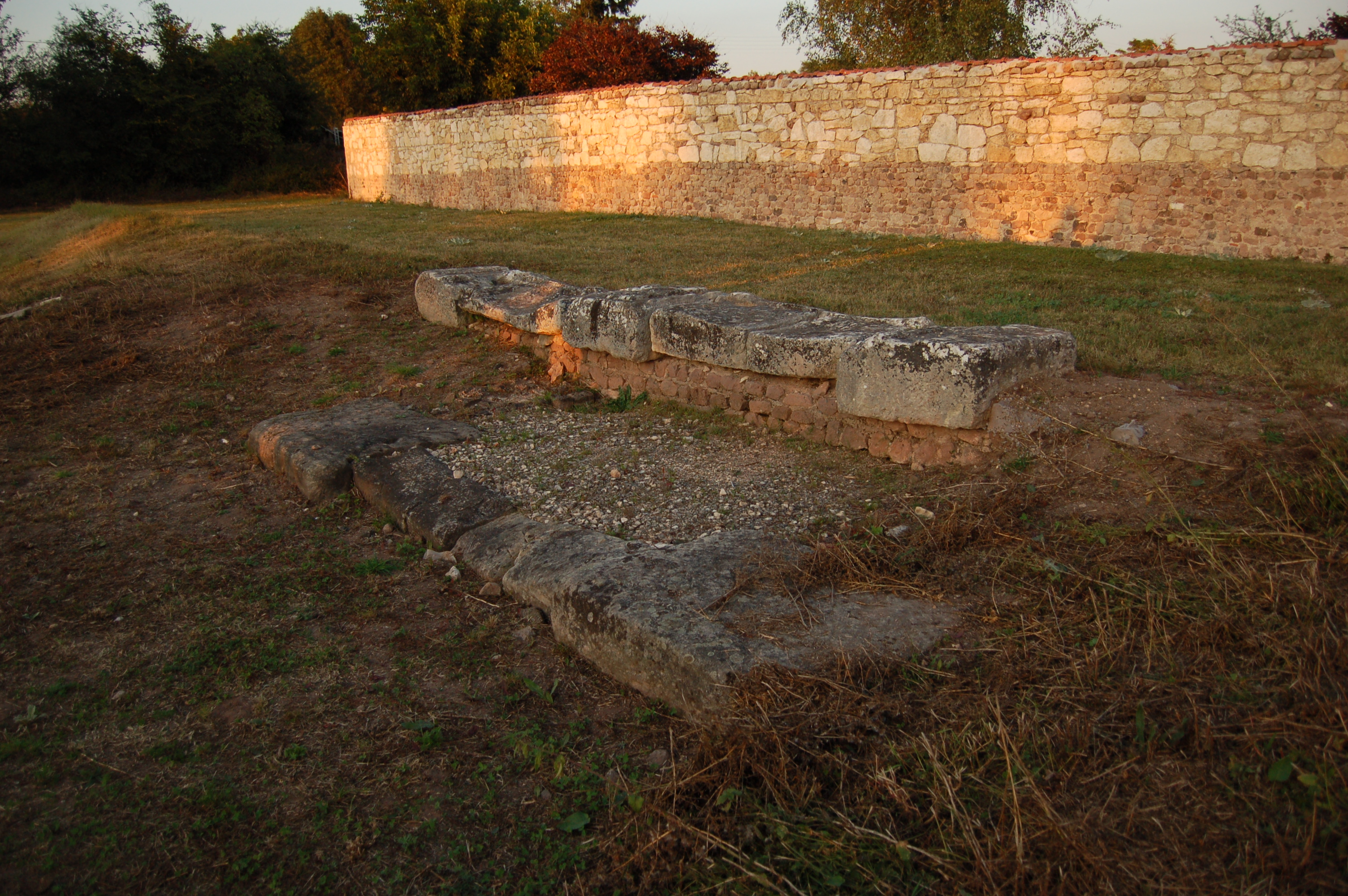
Seuil d'entrée du sanctuaire.

Appelé « forum » lors de sa découverte, avant que sa destination réelle ne soit établie, il se présente sous la forme d'une vaste enceinte (116 × 89 m) à l'intérieur de laquelle se trouve un temple de type fanum. Cette configuration est le résultat d'une évolution constante du site entre le Ier et le IIIe siècle. Le fanum carré de 8,60 m de côté, comportant une cella et une galerie périphérique semble être contemporain de cette première période architecturale mais ses vestiges, réduits à l'état de fondations, sont très mal conservés.
Au début de notre ère, sous Claude ou Tibère, une enceinte est construite en petit appareil de grès couronné de blocs de calcaire, complétée par un pavillon monumental d'entrée sur sa façade est et par un mur à l'ouest, supportant peut-être des colonnes ; ces dispositions architecturales semblent marquer l'importance du sanctuaire.

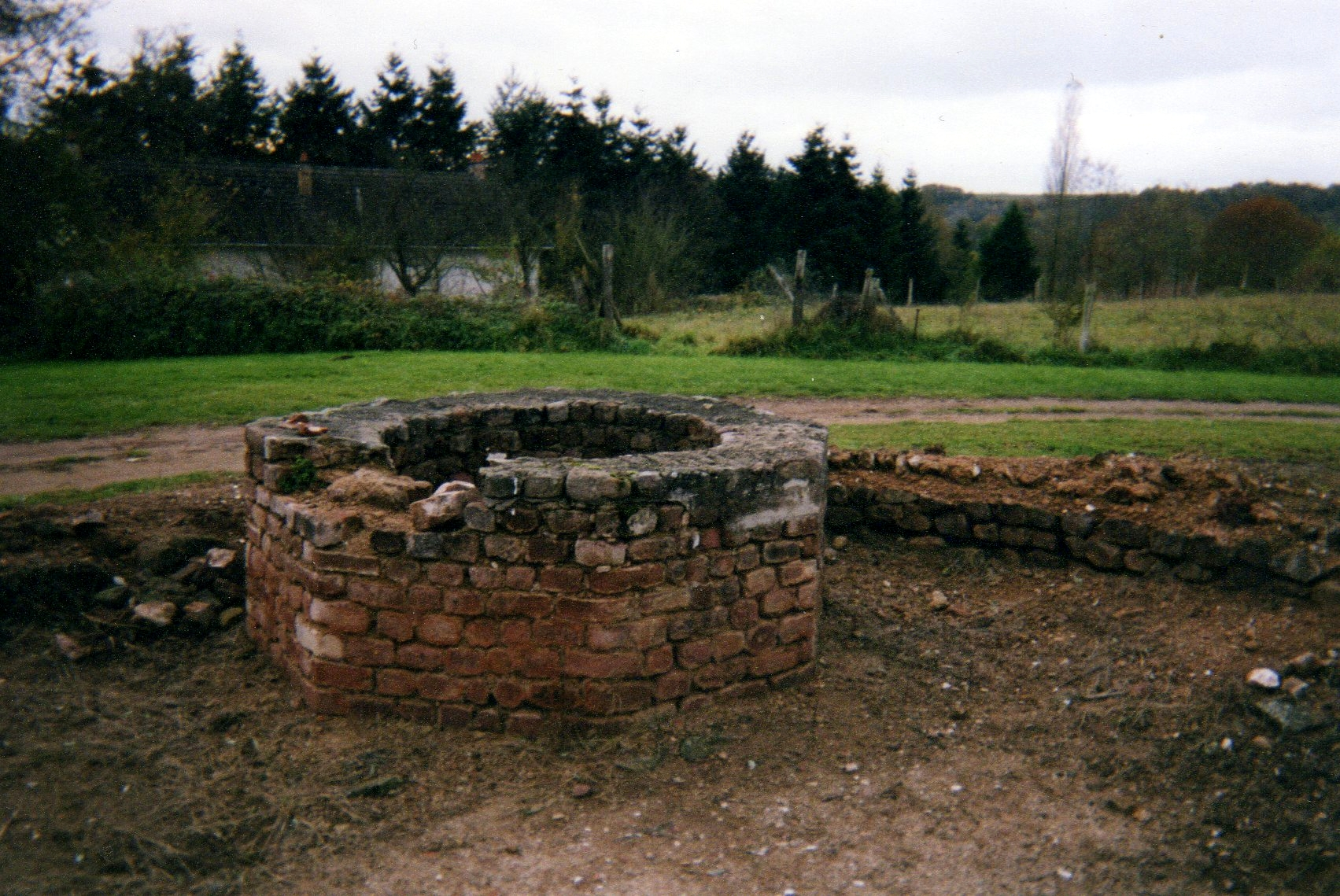
Le bidental du sanctuaire.

Après un incendie survenu dans le quart du Ier siècle, un nouveau péribole est construit à l'intérieur de l'ancienne enceinte, délimitant une cour remblayée et nivelée ; l'accès, plus vaste que le précédent, se fait toujours à l'est et deux pavillons sont construits aux deux extrémités de la façade est. Un seuil monumental d'entrée en grand appareil, bien conservé, est rattaché à cette phase de construction. Doit aussi y être rattaché un petit édifice octogonal, creux, situé à quelques mètres du fanum. Longtemps interprété comme un puits ou un bassin, ces hypothèses sont infirmées par les plus récentes observations ; peut-être s'agit-il d'un bidental, construction à caractère sacré signalant un point particulier du sol, comme un impact de foudre.
L'histoire du sanctuaire au IIe siècle n'est pas connue.
Prolongeant le sanctuaire vers l'est, une vaste espace de 100 × 80 m, fermé et équipé d'un portique, a pu être interprété, sans que l'hypothèse soit attestée, comme un forum.
Au IIIe ou au IVe siècle, trois bâtiments à l'affectation non définie sont édifiés sur la façade ouest, mais le site n'est peut-être déjà plus utilisé comme sanctuaire.

### Les thermes
Deux établissements thermaux ont été découverts en 1835. Voisins l'un de l'autre et mesurant respectivement 35 × 29 m et 42 × 33 m, ils présentent, sous des architectures différentes, les caractéristiques et l'organisation habituelles des thermes romains, avec notamment, pour chacun d'eux, plusieurs pièces sur hypocaustes, tepidarium ou caldarium, chauffées par des praefurnia. L'existence de ces deux établissements qui ne communiquent pas directement laisse à penser qu'ils auraient pu être réservés, l'un aux hommes et l'autre aux femmes.
Un aqueduc captant une source à 5 km de Drevant et dont le tracé en direction des thermes a été mis en évidence pourrait participer à leur alimentation en eau. Par contre, un autre aqueduc, découvert en 1988 dans un secteur résidentiel antique de Drevant ne semble pas, en raison de sa pente et de sa direction, être relié au dispositif d'adduction d'eau des thermes.
Après des fouilles réalisées au moment de leur découverte, les vestiges ont été ré-enfouis de manière à préserver les possibilités d'investigations futures. Les thermes des hommes se trouvent sous l'école communale. Sur la base des relevés du XIXe siècle, l'archéologue et aquarelliste Jean-Claude Golvin en a dessiné des propositions de restitution.

### Les habitations
En même temps que se met en place l'ensemble monumental de Drevant, plusieurs quartiers d'habitations se développent à la fin du Ier siècle ou dans le courant du IIe siècle, principalement au nord du site ainsi qu'à l'est du théâtre, selon les dernières études.
Certains établissements sont pourvus de balnéaires, mais d'autres, bien que d'une architecture soignée, ne semblent pas proposer d'aménagements importants ; il peut s'agir d'hôtelleries ou de logements destinés à des ouvriers ou des artisans. Des îlots délimités par des rues ont été identifiés, un aqueduc mis en évidence. Au sud du sanctuaire et à l'ouest des thermes, un édifice appelé « basilique » lors de sa découverte en 1834 pourrait en réalité être une hôtellerie accueillant les pèlerins ou un caravansérail.
Il semble que les îlots d'habitation soient abandonnés progressivement entre le milieu du IIIe siècle et le courant du IVe siècle.

## Historique du site

Les principaux vestiges antiques de Drevant, reportés sur un plan simplifié de la voirie moderne.

La première construction antique datable de Drevant, dans la civitas des Bituriges Cubes, semble être le sanctuaire, dans son premier état, sous le règne d'Auguste ; un incendie le détruit vers 80.
À la fin du Ier siècle ou au début du IIe siècle, l'agglomération connaît un important développement. Le sanctuaire est rebâti et agrandi, la façade du théâtre est réaménagée, le théâtre est édifié et des îlots d'habitations sont construits.
Sous le Bas Empire, le sanctuaire est une dernière fois modifié, dans son architecture mais peut-être aussi dans sa fonction ; l'occupation des secteurs habités se poursuit au moins jusqu'au milieu du IIIe siècle.
Entre le IIIe et le IVe siècle, les quartiers résidentiels sont abandonnés les uns après les autres, peut-être pendant la période troublée liée à la crise du IIIe siècle. C'est aussi au IVe siècle que le sanctuaire et le théâtre sont définitivement délaissés, ce dernier faisant alors l'objet d'une occupation artisanale : une fabrique d'objets en bois de cerf (fusaïoles, peignes décorés) a été mise en évidence.
Au Moyen Âge, le site, abandonné, sert de carrières de pierres. Les récupérations de matériaux se poursuivent à l'occasion de la construction de baraquements pour loger des militaires condamnés affectés au creusement du canal du Berry entre 1823 et 1826.

## Les recherches archéologiques à Drevant

Plan du sanctuaire de Drevant
(François-Alexandre Hazé, 1834).

Représenté pour la première fois sur une gravure au début du XVIIe siècle (mur du théâtre), le site de Drevant fait l'objet de fouilles importantes au XIXe siècle, dans un contexte national favorable aux recherches archéologiques, sous la conduite de François-Alexandre Hazé, alors conservateur des monuments historiques du Cher; les résultats de ses recherches, publiées en 1834, concernent principalement les thermes et le sanctuaire. En 1838, Prosper Mérimée, relatant un voyage dans la région, insiste sur l'importance des ruines de Drevant et, deux ans plus tard, les vestiges antiques font partie des premiers monuments historiques classés en France. Au début du XXe siècle, les fouilles se poursuivent sur le sanctuaire mais concernent aussi le théâtre.
Après une interruption de plus d'un demi-siècle, les recherches reprennent dans les années 1970 sur le théâtre mais également dans les secteurs résidentiels de l'agglomération antique d'une part — les fouilles des secteurs résidentiels se sont poursuivies jusque dans les années 1990 à la faveur des opérations d'urbanisation de la ville moderne —, et sur le sanctuaire d'autre part, entre 1989 et 1985.
De 1999 à 2005, Myriam Fincker réalise des relevés du théâtre qui doivent être utilisés, dans le cadre d'un travail de doctorat, en cours en 2014 pour la réalisation d'une monographie de l'édifice. De nouvelles études portent sur le sanctuaire en 2007 et 2008.